# Fragile/JIRENMA
《fragile/JIRENMA》是日本乐队Every Little Thing在2001年1月1日公開的第17首單曲作品，是2001年首張獲得公信榜第1名的作品。

## 關於
本單曲獲得了第34回日本有線大賞「有線音樂優秀獎」和第43屆日本唱片大獎的金獎。
本曲同時是2001年末第52回NHK紅白歌合戰的歌唱曲。
KEN THE 390的專輯「ONE」當中的歌曲「壊れやすいもの」是「fragile」的sampling歌曲。
2015年12月31日公開由本人重新錄音惡搞版作為絕對不准笑名偵探24小時之ED。

## 收錄樂曲
1. fragile
（作詞：持田香織／作曲：菊池一仁／編曲：伊藤一朗、桑島幻矢、菊池一仁）
富士電視台電視劇「戀愛巴士」主題歌（2000年10月 - 2001年9月）
2. JIRENMA
（作詞：持田香織 / 作曲：伊藤一朗 / 編曲：伊藤一朗、桑島幻矢）
劇場版「頭文字D Third Stage」片尾曲
3. JIRENMA（FPM Young Soul Mix）
4. fragile（Instrumental）
5. JIRENMA（Instrumental）